# FIBA Stanković Continental Champions' Cup
FIBA Stanković Continental Champions' Cup är en herrbasketturnering som spelas i Kina.

## Resultat
| År              | Spelplats             | Guldmedalj                       | Silvermedalj | Brons                    |
| --------------- | --------------------- | -------------------------------- | ------------ | ------------------------ |
| 2005 Detaljer   | Peking, Kina          | Litauen                          | Argentina    | Australien               |
| 2006 Detaljer   | Nanjing/Kunshan, Kina | Grekland                         | Tyskland     | Frankrike                |
| 2007 Detaljer   | Guangzhou, Kina/Macao | Slovenien                        | Kina         | NBA D-League Ambassadors |
| 2008 Detaljer   | Hangzhou, Kina        | Angola                           | Kina         | Serbien                  |
| 2009 Detaljer   | Kunshan, Kina         | Australien                       | Turkiet      | Kina                     |
| 2010 Detaljer   | Liuzhou, Kina         | Slovenien                        | Australien   | Kina                     |
| 2011/1 Detaljer | Haining, Kina         | Angola                           | Australien   | Ryssland                 |
| 2011/2 Detaljer | Guangzhou, Kina       | Nya Zeeland                      | Ryssland     | Kina                     |
| 2012 Detaljer   | Guangzhou, Kina       | Kina                             | Australien   | Tunisien                 |
| 2013/1 Detaljer | Lanzhou, Kina         | Australiens universitetslandslag | Argentina    | Kina OS                  |
| 2013/2 Detaljer | Guangzhou, Kina       | Argentina                        | Kina         | Nigeria                  |